# Podul Çanakkale 1915
Podul Çanakkale 1915 (în turcă Çanakkale 1915 Köprüsü), cunoscut și sub numele de Podul Dardanelelor (turcă Çanakkale Boğaz Köprüsü), este un pod suspendat construit în provincia Çanakkale din nord-vestul Turciei. Situat la sud de orașele Lapseki și Gelibolu, podul se va întinde pe strâmtoarea Dardanelelor, la aproximativ 10 km (6,2 mi) sud de Marea Marmara.
Podul este elementul central al autostrăzii Kınalı-Balıkesir de 321 km (199 mi) lungă, care va conecta autostrăzile O-3 și O-7 din Tracia de Est cu autostrada O-5 din Anatolia. Cu o întindere principală de 2.023 m (6.637 ft) este cel mai lung pod suspendat din lume, depășind podul Akashi Kaikyō din Japonia cu 32 m (105 ft). Podul Çanakkale 1915 a fost inaugurat pe 18 martie 2022.